# Дочо Михайлов
Дочо Михайлов е български политически деец, сред ръководителите на добруджанското освободително движение.

## Биография
Дочо Михайлов е роден на 29 октомври 1895 г. в село Бабук, Силистренско. Става член на БКП и влиза в ръководството на Вътрешната добруджанска революционна организация, като е радетел за образуването на съветска република в Добруджа.
На седмия редовен конгрес на емигрантския Съюз „Добруджа“, проведен от 25 до 27 март 1923 г. в Търговище, официално Дочо Михайлов и Върбан Петров от Добрич лансират идеята за създаване на нелегална ВДРО, снабдена с четнически апарат. Конгресът, който е доброволна легална структура, са въздържа от вземане на решение, въпреки че отчита необходимостта от съществуването ѝ.
След приключване на конгреса, но с негово знание, в Русе се взема решение за създаване на ВДРО Излъчен е ЦК със седалище Русе. Дочо Михайлов е член на ЦК и е определен за главен войвода на четите в Добруджа. Село Дживел е определено за главна база на четите. Тук в периода май-юни 1923 г. се създава Добруджанската чета „Стефан Караджа“, която се състои от 18 души. Четата е снабдена с оръжие и военни униформи. С помощта на Никола Кямилев от Военния съюз е уредено безпрепятственото преминаване на границата от българска страна. През юли-август 1923 г. Добруджанската чета прави своя първи рейд в Добруджа. През септември 1923 г. четата участва в Септемврийското въстание във Варна, където войводата е ранен и се лекува няколко месеца в село Мадара. Следват нови акции през 1924 г.
На 8 март 1925 г. Дочо Михайлов е арестуван от българската полиция в село Дживел. Отведен е под конвой в Русе, по повод процеса на „русенските конспиратори“. Осъден на 1 година затвор. Наказанието се изтърпява в Русенския затвор от 5 септември 1925 до 10 май 1926 г. Докато Дочо Михайлов е в затвора, във Виена се слага началото на нова добруджанска организация с комунистическа насоченост – ДРО. Инициатор е Георги Кроснев от Добрич. От Силистра и Бабук в работата на конгреса участват д-р Петър Вичев и Стоян Бойков. Дочо Михайлов е включен в ЦК на ДРО и дава съгласието си да води чета на ДРО в Добруджа.
След излизането си от затвора Дочо Михайлов отива в село Дживел, където го чакат Димитър Дончев-Доктора и четата. На 19 май 1926 г. четата се прехвърля в Добруджа, където изгражда комитети на ДРО. Антикомунистите във ВДРО в съглашателство с полицията в Шумен, замислят ликвидирането на бандата на Дочо Михайлов и го осъществяват на 26 август 1926 г. Българското правителство взима мерки да прекрати нелегалната дейност на организацията след инцидент край Старо село, при който са убити няколко десетки българи от румънската жандармерия. Дочо Михайлов е убит от българските власти с помощта на Никола Кямилев, като преди това от него са снети показания .
Заедно с Дочо Михайлов са убити още 3 четници: Георги Гицов, Гино Друмев, Тодор Господжаков. Вестник "Зора" от 28 август 1926 г. нарича четниците "разбойническа банда" понеже мнозина съвременници считат Дочо Михайлов за добруджанския еквивалент на тракийския разбойник Митьо Ганев, привлечен от БКП за подривна дейност срещу държавата.
Паметник на Дочо Михайлов е издигнат на централния площад в Силистра.

## Фотогалерия
- Четата на Дочо Михайлов в 1926 година
- Показания на Дочо Михайлов
- Съдебно решение на Дочо Михайлов